# コントラ (ゲームボーイ)
『コントラ』 (CONTRA) は、1991年1月8日にコナミから発売されたゲームボーイ用アクションゲーム。『魂斗羅』シリーズの1つ。 
北米では『Operation C』（オペレーション・シー）、欧州では『Probotector』（プロボテクター）のタイトルで発売された。

## 概要
本作はタイトルが『コントラ』となっているが、アーケード『魂斗羅』（1987年）の移植作ではなく、『スーパー魂斗羅』（1988年）に続くオリジナル作品である。シリーズ作品の時系列としては『スーパー魂斗羅』と『魂斗羅スピリッツ』（1992年）の間にあたる。
ゲームボーイというハードスペックでは劣る機種でのリリースながら、ステージを駆け巡り迫り来る敵を次々と撃破していく従来のゲームデザインを実現している。基本的なゲーム操作やパワーアップ要素などは従来通りで、各武器に標準でボタンを押し続けることによるフルオート連射が可能となり、武器は敵を追尾するホーミングガンが追加され、レーザーガンは削除されている。なお、フルオート連射が標準装備という仕様はこれ以降のシリーズの多くで採用されることになった。1人プレイ専用のため、プレイヤーキャラクターはビルのみでランスは登場しない。
後に発売された『コナミGBコレクション VOL.1』（1997年）に収録されている。

## ゲーム内容

### システム
全5ステージの2Dアクションゲーム。奇数面はサイドビューで偶数面はトップビューとなる。シリーズで初めてステージセレクト機能を備えている。

### 武器
マシンガン
初期装備。フルオート連射が可能。
スプレッドガン
3方向に拡散する。2回取るとパワーアップし5方向に拡散するようになる。
ファイアガン
炎の塊を放つ。敵に当たると拡散する。
ホーミングガン
敵を追尾する3つの弾を発射する。

## 設定

### ストーリー
2度に渡るエイリアンの侵略を退け、人類にようやく平和が訪れたかに見えた。しかし世界征服を目論む某超大国はエイリアンを復活させ、生物兵器として利用する計画を立て始めていた。その情報を掴んだ連邦軍の指令により、ビルは計画を阻止するため単身敵基地に乗り込むのだった。

### ステージ構成
AREA 1「軍港」
- サイドビューの横スクロール面。海に面した港のステージ。

AREA 2「敵基地外部」
- トップビューの縦スクロール面。戦車などが登場する。

AREA 3「山林地帯」
- サイドビューの横スクロール面。密林の中を進むステージ。

AREA 4「敵基地内部」
- トップビューの縦スクロール面。エイリアン軍団が登場する。

AREA 5「敵基地内部エイリアン研究所」
- サイドビューの横スクロール面。再びエイリアン軍団と戦うステージ。

## 登場キャラクター

### ボスキャラクター
AREA 1ボス - 小型ミサイル潜水艦「ノウエイ」
AREA 2中ボス - 装甲車両「タッカー」
AREA 2中ボス - 武装トラック「グーチー」
AREA 2ボス - 大型装甲車両「カーギィ」
AREA 3中ボス - カザート408
AREA 3ボス - 反重力武装車カザート408
AREA 4ボス - 旧生命実験用プラント「ギワーラ」
AREA 5ボス - 護衛用2足歩行型兵器「ハヤノス614」

## 他機種版
| No. | タイトル                                              | 発売日               | 対応機種                                           | 開発元             | 発売元 | メディア     | 型式                      | 売上本数 | 備考                                                         |
| --- | ----------------------------------------------------- | -------------------- | -------------------------------------------------- | ------------------ | ------ | ------------ | ------------------------- | -------- | ------------------------------------------------------------ |
| 1   | コナミGBコレクション VOL.1 Konami GB Collection Vol.1 | 1997年9月25日 2000年 | ゲームボーイ ゲームボーイカラー                    | KCEジャパン トーセ | コナミ | ロムカセット | DMG-AJIJ-JPN DMG-AF5P-EUR | -        |                                                              |
| 2   | 魂斗羅 アニバーサリーコレクション                     | 2019年6月12日        | PlayStation 4 Xbox One Nintendo Switch PC（Steam） | M2                 | KDE    | ダウンロード | -                         | -        | 収録ソフトの一つ アップデートにより英語版(Operation C)が追加 |

## スタッフ
- プログラマー：萩原徹、早野由香里
- グラフィック・デザイナー：木村幸一
- サウンド：船内秀浩
- スペシャル・サンクス：松田浩史、KUROKOTAI、FC CONTRA TEAM

## 評価
- ゲーム誌『ファミコン通信』の「クロスレビュー」では、合計25点となっている[2]。

- ゲーム誌『ファミリーコンピュータMagazine』の読者投票による「ゲーム通信簿」での評価は以下の通りとなっており、20.76点（満30点）となっている[1]。また、同雑誌1991年5月10日号特別付録の「ファミコンロムカセット オールカタログ」では、「シンプルだけに純粋にアクションが楽しめるゲームだ」と紹介されている[1]。

| 項目 | キャラクタ | 音楽 | 操作性 | 熱中度 | お買得度 | オリジナリティ | 総合  |
| 得点 | 3.49       | 3.51 | 3.68   | 3.58   | 3.36     | 3.14           | 20.76 |